# محطة لينغ آو للطاقة النووية
محطة الطاقة النووية لينغ آو (岭 澳 核电站) تقع في شبه جزيرة دابنغ في منطقة لونغ قانغ في شينزين على بعد حوالي 60 كم شمال هونغ كونغ وعلى بعد 1 كم شمال محطة خليج دايا للطاقة النووية. يتم تشغيل المحطة من قبل شركة الطاقة النووية العامة الصينية وهي عبارة عن وحدتين مفصولتان عن بعضهما.

## المفاعلات
المحطة تحتوي على مفاعلين نوويين بنظام الماء المضغوط وبدأت التشغيل التجاري في عامي 2002 و2003.